# Pierre Frayssinet
Pour les articles homonymes, voir Frayssinet.
Pierre Frayssinet, né le 10 avril 1904 à Beaumont-de-Lomagne (Tarn-et-Garonne) et mort le 16 décembre 1929 à Paris, est un poète français.

## Biographie
Fils de l'homme politique Marc Frayssinet et d’Amélie Frayssinet, frère cadet de Fabienne Frayssinet, c’est au lycée Pierre-de-Fermat de Toulouse que se forme ce disciple de Raymond de la Tailhède. Pierre Frayssinet rencontre aussi dans cette ville celui qui par la suite - et pour toujours - devient son meilleur ami : le peintre Marc Saint-Saëns. Dès ses dix-neuf ans, Pierre Frayssinet commence à écrire des poèmes, ou du moins ceux qui nous sont parvenus datent déjà de cette période. Ils racontent la valeur et la grandeur d’un jeune homme qui, sentant son heure approcher, puise dans l’instant et dans le silence la matière de ses vers. Il est peu dire combien la poésie de Pierre Frayssinet parle de lui ; mais dans ce sujet, ce « Je » permanent parle de tous.
Pierre Frayssinet est mort prématurément d’une maladie qui à l’heure actuelle n'est toujours pas certifiée. Néanmoins, on peut  établir avec certitude une liste d'œuvres qui ont été écrites de sa main : une centaine de poèmes, écrits entre octobre 1923 et novembre 1929, trois tragédies (Déjanire, Admète, Ajax désespéré), deux comédies (aujourd’hui perdues), Plutus et Le Bel amour d’une dame, ainsi qu’un journal intime et deux romans (perdus aussi), La Toge virile, récit de campagne électorale, et Mozart, lequel est un scénario pour film, et qui selon certaines sources aurait dû être destiné à Sacha Guitry.
Pierre Frayssinet publie sa thèse en 1928; elle est consacrée à la politique monétaire de la France entre 1924 et 1928. Officiellement, il n'est donc qu’un avocat stagiaire à la cour de Paris lorsque la mort vient le surprendre, le 16 décembre 1929, à six heures du matin. Son corps est ramené deux jours plus tard dans sa commune natale, où il est aujourd’hui enterré.
Pierre Frayssinet vouait un amour éperdu à la Lomagne, qu’il a toujours regrettée dès lors qu’il en partait. Paris le faisait souffrir et il ne s’y sentit jamais à l’aise, du haut de sa chambre rue Claude-Bernard, ce qui explique sans doute ses nombreux retours à Beaumont-de-Lomagne ou encore à Mauroux, village où ses parents avaient une maison : il y revenait l’été, sitôt que l’année universitaire s’achevait. Les raisons de sa mort restent encore très vagues, car il n’est jamais question que de sa « maladie » dans les documents qui parlent de lui, les plus probables causes étant sans doute une méningite, la tuberculose, ou bien une tumeur pulmonaire. Les poèmes sont sans doute la partie centrale de son œuvre, celle qui fait le plus état de sa profondeur et de ses aspirations. Parmi ses plus poignantes compositions, on peut relever Le Cyprès, Ode à l’oiseau, Tentation.
Son ami de jeunesse, le peintre Marc Saint-Saëns, l'a représenté au centre de sa fresque Le Parnasse occitan qui orne la salle de lecture de la bibliothèque d'étude et du patrimoine de Toulouse. 
Pierre Frayssinet a presque été oublié, de nos jours malgré les vénérables commentaires qu’ont fait à son propos Jean Giraudoux, André Gide ou Ernest Zyromski, mais il n’en demeure pas moins une remarquable apparition, dans la poésie française de la première moitié du XXe siècle.

## Jugements
- André Gide : « Avec quelle respectueuse émotion j'ouvre ce volume ! Tous les poèmes que j'y lis me persuadent davantage de la grande perte qu'ont faite ici les lettres françaises. Il s'y joint l'affectueuse tristesse de n'avoir pas connu cet enfant. Que de regrets dans cette sympathie d'outre-tombe, mais quelle pureté dans ces liens subtils que je sens, en le lisant, se tisser secrètement entre nous ! Oui, c'est bien l'âme renaissante d'Orphée que je sens chanter dans ces vers. La mort ajoute ici sa gravité solennelle aux moindres intonations de sa voix. »

- Ernest Zyromski : « Ce qui est sûr et ce qui autorise l'espérance, c'est que les plus hauts par l'intelligence et les plus grands par l'héroïsme proclament que les apparences et les corps passent, mais que l'Esprit demeure éternellement. Voilà pourquoi, lorsque je pense au destin de Pierre Frayssinet, à cette ferveur interrompue, à cette puissance anéantie, à cette infortune si digne de nos lamentations, je m'assure que les jeunes qui s'en vont en pleine jeunesse apporteront là-bas, dans la région illuminée par l'éclat pur de la Vie essentielle, une âme plus fraîche, un plus vif désir d'illumination, une plus féconde puissance de divinisation. »

- Jean Giraudoux : « Le lyrisme n'est pas la seule poésie du monde ; il en est la seule dignité. Quand cette dignité est, de plus, comme ici, celle de la jeunesse, c'est un miracle. Elle se double de sûreté, de confiance, et de cette expérience innée du monde qui seule dicte les rapports parfaits avec lui. Elle n'éloigne pas le poète des hommes. Elle fait de lui au contraire celui qui parle et qui danse le mieux, qui comprend le mieux les problèmes du change et de la politique locale, celui aussi qui est le plus beau, le plus habile à marcher dans la rue encombrée ou à prendre les truites, le plus simple et le plus affectueux d'entre les fils et les frères, bref cet être que je n'ai pas connu, et dont la lecture d'un seul vers me donne une science si complète. »

- Marc Saint-Saëns : « Sous les dons les plus séduisants, il avait un cœur et un esprit d'une infinie profondeur. Son activité d'ailleurs était sans hâte. Depuis les hautes spéculations de l'intelligence pure - il était excellent mathématicien - jusqu'au frémissement des plus intimes émotions de l'art, il a joué intensément sur la gamme la plus étendue qui puisse aller du cœur au cerveau ; et cet égal bonheur en toutes choses, cette universalité ne furent jamais chez lui de la dispersion. Il harmonisait tout. »

## Œuvres
- La Politique monétaire de la France entre 1924 et 1928, librairie Sirey, 1928
- Poèmes (préface de Jean Giraudoux), éditions Le Divan, 1931
- Trois Tragédies, préface d'Ernest Zyromski, éditions Le Divan, 1932

## Anecdote
- Pierre Frayssinet est le héros du roman de Mathieu François du Bertrand, L'or des saisons (éditions Jean-Paul Bayol, 2008), qui retrace les dernières années du poète.